# Armillaria gemina
Armillaria gemina är en svampart som beskrevs av Bérubé & Dessur. 1989. Armillaria gemina ingår i släktet Armillaria och familjen Physalacriaceae.   Inga underarter finns listade i Catalogue of Life.